# Puy Jumel
Pour les articles homonymes, voir Jumel (homonymie).
Le puy Jumel est un sommet des monts Dore dans le Massif central.

## Géographie
Environné par le bois de Sarrevielle, le puy est situé sur la commune de Chambon-sur-Lac, au nord-est du puy des Crebasses.

## Protection environnementale
Son versant sud-oriental est inclus dans le site Natura 2000 « Monts Dore », tandis que l'intégralité de son sommet est répertoriée dans la ZNIEFF de type 2 « Monts Dore », ainsi que dans la ZNIEFF de type 1 « Vallée de Chaudefour ».